# Виселки (Зубово-Полянський район)
Ви́селки (рос. Выселки, ерз. Од Веле) — селище у складі Зубово-Полянського району Мордовії, Росія. Входить до складу Мордовсько-Полянського сільського поселення.
Населення — 103 особи (2010; 110 у 2002).
Національний склад станом на 2002 рік:
- мордва — 98 %